# Adventkyrkan, Norrköping
Adventkyrkan,, är en kyrkobyggnad i Norrköping. Kyrkan tillhör Adventistförsamlingen, Norrköping och är ansluten till Adventistsamfundet i Sverige.

## Orgel
Före 1981 användes en elorgel med två manualer och pedal. De nuvarande orgeln byggdes 1981 av Modulorgel AB, Umeå. Orgeln är elektrisk.
| Manual                       | Pedal                        | Koppel |
| Gedackt 8'                   | Gedackt 8'                   | I 4'/I |
| Viola da gamba 8'            | Viola da gamba 8'            |        |
| Principal 4'                 | Principal 4'                 |        |
| Rörflöjt 4'                  | Rörflöjt 4'                  |        |
| Principal 2' (transmitterad) | Principal 2' (transmitterad) |        |
| Nasat 1 1⁄3'                 | Nasat 1 1⁄3'                 |        |
| Krummhorn 8'                 | Krummhorn 8'                 |        |
| Tremulant                    | Tremulant                    |        |
| Subbas 16'                   | Krummhorn 4'                 |        |
| Crescendosvällare            |                              |        |